# 한화문화재단
한화문화재단(영어: Hanwha Foundation of Culture)는 2007년 설립된 대한민국의 재단법인이다.

## 주요 사업
- 퐁피두센터 서울 한화
- 영민 해외 레지던시 지원 프로그램
- 글로벌 신진작가 발굴